# Bootzheim
 Bootzheim  là một xã thuộc tỉnh Bas-Rhin trong vùng Grand Est đông bắc Pháp.

## Twin towns
- Plazac, Dordogne